# David Brkic
David Brkic (Cesena, 19 luglio 1982) è un ex cestista italiano.
Giocava nel ruolo di ala grande, anche se all'occorrenza era adatto anche per il ruolo di centro.
È alto 210 cm e il suo peso forma si aggira intorno ai 110 kg. È dotato di un ottimo gioco in post basso grazie all'eccellente utilizzo del piede perno; è inoltre un ottimo tiratore da 3 punti (percentuali vicine al 46%). Il suo high-score personale in Legadue risale al 4 novembre 2007, quando con la maglia pavese segnò 39 punti sul campo di Montecatini.

## Carriera
È cresciuto nelle giovanili della Virtus Bologna, dove trascorse le stagioni dal 1998 al 2003, con una piccola parentesi agli austriaci dell'Arkadia Traiskirchen nella stagione 2001-02. Per il 2003-04 approda in Legadue alla FuturVirtus per fare esperienza. Lì è utilizzato come riserva di Samuele Podestà e Cristiano Zanus Fortes. Le sue cifre parlano di circa 4,4 punti (con un top di 16) e 1,8 rimbalzi in quasi 11 minuti di utilizzo. Messosi in luce come giovane promettente, approda a Rimini per il 2004-05, che però a dicembre lo gira alla Carife Ferrara, dove resta fino alla fine della stagione. Lì trova un minutaggio più elevato, ed in quasi 29 minuti di utilizzo ha il modo di farsi valere: 7,3 punti e 5 rimbalzi di media per partita. A Ferrara dimostra anche tutta la sua duttilità che gli permette di giocare indifferentemente sia da ala che da centro.
Nell'estate 2005 viene ingaggiato dall'Andrea Costa Imola, dove trova un posto da titolare. In quasi 32 minuti di utilizzo medio a gara, fa segnare 12,5 punti e 5,9 rimbalzi di media. Tira inoltre con un ottimo 44,9% da tre, percentuale insolitamente alta per  un'ala/centro. L'anno seguente approda a Fabriano, dove ottiene statistiche praticamente uguali a quelle dell'anno precedente. Si trasferisce nuovamente nell'estate 2007, quando viene acquistato dalla Edimes Pavia.Però nella seconda parte di stagione accetta la proposta della Pepsi Caserta. Qui è utilizzato come riserva di Gatto o Frosini, e totalizza 8,8 punti di media, col 44,6% da tre e 4,9 rimbalzi di media, conquistando la promozione. In estate prolunga il contratto coi campani, con cui gioca stabilmente per la prima volta anche in serie A (ai tempi di Bologna veniva infatti utilizzato con minutaggi poco rilevanti).
Una volta terminato il rapporto con Caserta, scende nuovamente in Legadue accasandosi con la Snaidero Udine. Il 6 maggio 2010 viene eletto MVP della Legadue dopo aver chiuso la regular season con 14,7 punti a partita e 7,5 rimbalzi, contribuendo alla qualificazione ai play-off da parte degli arancioni udinesi.
Sempre in Legadue gioca dal 2010 al 2012 con la canotta del Basket Veroli, mentre a partire dall'estate 2012 è un giocatore del Basket Brescia Leonessa, con la quale sfiora la promozione e diventa per la seconda volta miglior giocatore della Legadue. Nell'estate 2013 viene ingaggiato dalla neonata società Azzurro Napoli Basket 2013. Nel luglio 2014 rinnova con la società campana per un'altra stagione dove chiude con 16,6 punti e 7 rimbalzi di media! 
Nel 2015 gioca un'altra stagione molto positiva con la Bondi Ferrara, chiudendo con 15,4 punti e oltre 7 rimbalzi di media confermandosi uno dei migliori italiani.
Nel 2016 firma a settembre per la Tezenis Verona, squadra che dopo una gran rimonta riesce ad entrare nei play-off grazie all'ottavo posto, incrociando al primo turno Biella, prima nel girone ovest, e buttandola fuori al primo turno. Nel 2017 firma con l'Eurobasket Roma, rimanendo sempre nel campionato di Serie A2.
Nel 2018 torna per la prima volta nella sua città natale firmando per i Tigers, squadra che aveva appena traslocato da Forlì a Cesena, militante in Serie B.

## Palmarès
- Coppa Italia di Legadue: 1

Basket Veroli: 2011